# Clarence Page Townsley

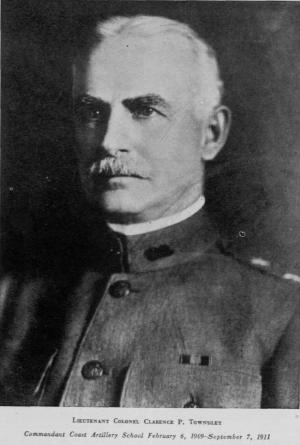
Clarence Page Townsley

Clarence Page Townsley (* 24. September 1855 in De Kalb, St. Lawrence County, New York; † 28. Dezember 1926 in Washington, D.C.) war ein Generalmajor der United States Army. Er war unter anderem als Superintendent Leiter der Militärakademie West Point.

## Leben
Clarence Townsley war der Sohn des Posthalters und Bürgermeisters von De Kalb, Elias P. Townsley, außerdem war der Vater zwischenzeitlich Abgeordneter in der New York State Assembly. Der Sohn besuchte die St. Lawrence Academy und die State Normal School in der ebenfalls im St. Lawrence County gelegenen Stadt Potsdam. Anschließend setzte er bis 1876 seine Ausbildung am Union College in Schenectady fort. Danach arbeitete er etwa ein Jahr lang in Sioux City in Iowa als Ingenieur für die Eisenbahngesellschaft Covington, Columbus and Black Hills Railroad.
Im Juli 1877 wurde Clarence Townsley zur Militärakademie in West Point zugelassen. Nach seiner vierjährigen Ausbildungszeit schloss er die Akademie im Jahr 1881 als 14. von 53 Kadetten seines Jahrgangs ab. Er erhielt den Rang eines Leutnants und wurde der Feldartillerie zugewiesen. In der Armee durchlief er anschließend alle Offiziersränge vom Leutnant bis zum Zwei-Sterne-General. Nach einer kurzen Dienstzeit in Kalifornien wurde er an die Ostküste versetzt, wo er verschiedene Posten im Bundesstaat New York und dann bei der Küstenartillerie bekleidete. Außerdem war er drei Jahre lang als Lehrer an seiner alten Ausbildungsstelle in West Point tätig.
Während des Spanisch-Amerikanischen Krieges war Townsley Ordonnanzoffizier der in Huntsville, Alabama, stationierten 1. Division des damaligen vierten Armeekorps. Anschließend wurde er nach Kuba versetzt, wo er erneut als Ordonnanzoffizier für die dortige US-Militärverwaltung tätig war. Seit 1905 war er Kommandeur der Küstenartillerie für den Bezirk um Pensacola in Florida. Vier Jahre später, im Jahr 1909, wurde er nach seiner Beförderung zum Oberstleutnant zum Leiter der Küstenartillerieschule und Kommandeur des Küstenartillerie-Bezirks der Chesapeake Bay ernannt.
Im Jahr 1912 folgte seine Ernennung zum 28. Leiter der Militärakademie in West Point, wo er Thomas Henry Barry ablöste. Dieses Amt bekleidete er bis zum Juli 1916. Anschließend wurde er zum Brigadegeneral befördert und erneut der Küstenartillerie zugewiesen, wo er Kommandeur des Bezirks für den südlichen Atlantik (South Atlantic Coast Artillery District) wurde. Für eine kurze Zeit wurde er dann auf die Philippinen versetzt, wo er einige Artillerie-Stellungen inspizierte. Nach dem Eintritt der Vereinigten Staaten in den Ersten Weltkrieg im April 1917 wurde Townsley temporär zum Generalmajor befördert und mit dem Kommando der damals neu geschaffenen 30th Infantry Division betraut. Mit seiner Division wurde er in Frankreich eingesetzt. Aus gesundheitlichen Gründen musste er vorzeitig in die Vereinigten Staaten zurückkehren, wo er im Walter-Reed-Militärkrankenhaus bis kurz vor Kriegsende behandelt wurde. Sein Nachfolger als Divisionskommandant wurde Samson L. Faison. Nach seiner Genesung kommandierte er noch für wenige Wochen den Nordpazifik-Bezirk der Küstenartillerie (North Pacific Coast Artillery District), ehe er im Dezember 1918 aus dem aktiven Militärdienst ausschied.
Der seit 1891 mit Marian Howland (1862–1925) verheiratete General hatte mit seiner Frau drei Kinder. Sein Sohn Clarence P. Townsley Jr. (1896–1975) machte ebenfalls Karriere in der US Army und brachte es dort bis zum Brigadegeneral. Er starb am 28. Dezember 1926 und wurde auf dem Friedhof der Militärakademie West Point beigesetzt.